# Zutphenské hrabství
Zutphen (nizozemsky Graafschap Zutphen) bylo hrabství ve vévodství Geldry v Nizozemsku s hlavním městem Zutphen.
Označení Graafschap (hrabství) je stále používáno pro Achterhoek, region východně od Zutphenu, a pro místní fotbalový klub De Graafschap.

## Historie
Původně to bylo léno biskupa utrechtského, mezi roky 1018 a 1182 zde pak vládla hrabata ze Zutphenu.[zdroj?]

### Personální unie
Zutphen nejdříve utvořil s Geldry personální unii, později se pak stal jednou z jejich čtyř částí.
- Geldernské hrabství (1339–1591/1648)
- Geldernské vévodství (1339–1591/1648)